# Bentley S2
La S2 fu un modello di autovettura di lusso costruita dalla Bentley dal 1959 al 1962. 

## Contesto

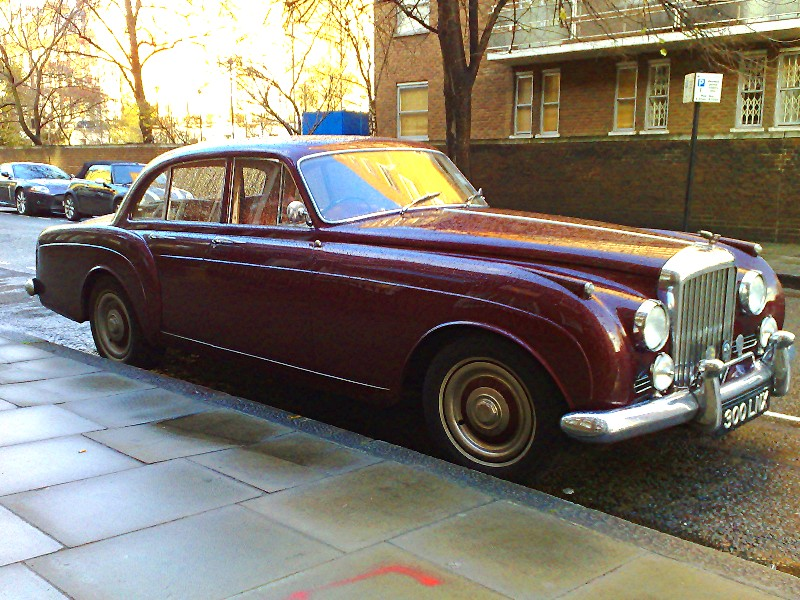
Una bentley S2 Continental Mulliner

Basata sulla Rolls-Royce Silver Cloud II, sulla S2 fu installato un nuovo propulsore V8 Rolls Royce in alluminio da 6230 cm³ di cilindrata, che sostituì il motore in linea a sei cilindri montato sulla Bentley S1. All'epoca era usuale trovare punti d'incontro tra le Rolls-Royce e le Bentley; il processo era iniziato dopo l'acquisizione della Bentley da parte della Rolls-Royce nel 1931. 
Con il nuovo propulsore, la S2 fornì performance nettamente superiori rispetto al modello che la precedette.
Molte furono carrozzate da carrozzerie di fiducia dal cliente. All'epoca infatti alcuni esemplari dei modelli di automobili venivano venduti a telaio nudo. I carrozzieri più richiesti furono Park Ward, Hooper, Mulliner, and James Young
Dalla S2 fu prodotto un modello derivato, la Bentley Continental S2, con vocazione più sportiva.

## Produzione
- S2: 1863 (con 15 carrozzate da Mulliner come cabriolet)
- S2 versione allungata: 57 (con 5 carrozzate James Young e una da Wendler)
- S2 Continental: 388